# Sursumura abyssalis
Sursumura abyssalis is een pissebed uit de familie Munnopsidae. De wetenschappelijke naam van de soort is voor het eerst geldig gepubliceerd in 1962 door Torben Lunn Wolff.